# 馬伯援
马伯援（1884年—1939年），又名发祥，字吉楷，湖北枣阳鹿头镇人。中国民主革命家，中华民国政治人物。

## 生平

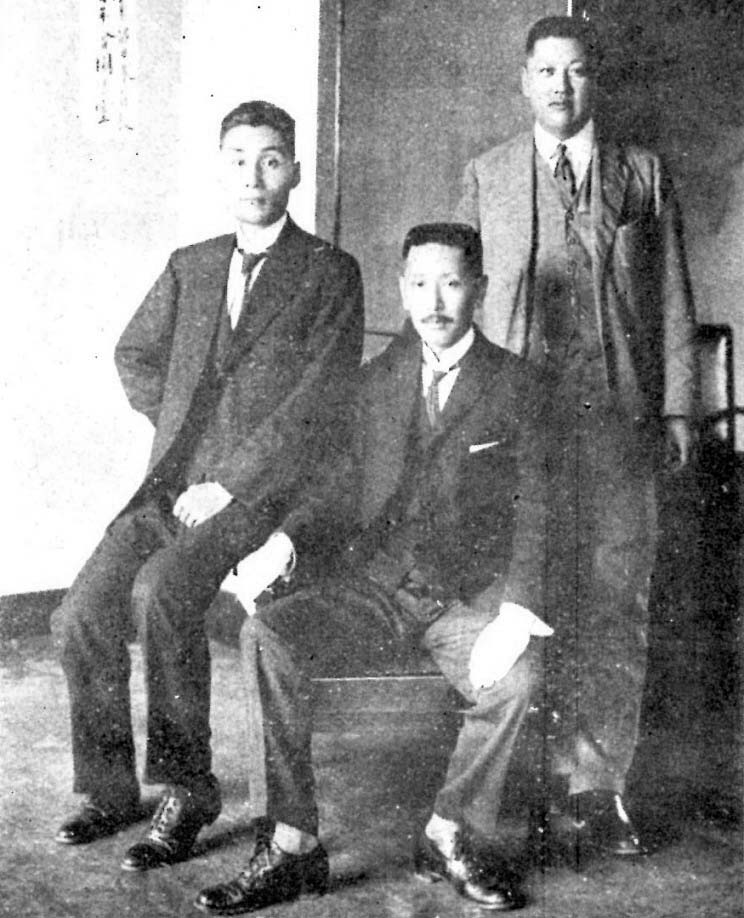
横浜总領事周鈺、陸軍中将俞應麓，同中華留日基督教青年会幹事馬伯援同撮於中華留日基督教青年会图書室之落成時。其中中坐者为俞應麓。

1905年，马伯援考入新军左旗学习军事，此后不久到日本留学，并加入中国同盟会。1910年，他从早稻田大学政治系毕业。辛亥革命期间，马伯援曾经率领红十字会员护送黄兴、宋教仁等人从上海到武昌，并参加了汉阳战役，担任黎元洪的顾问。1911年12月29日，他作为各省都督府代表聯合會的湖北代表，参加了在南京举行的中华民国临时大总统选举会，并参加了孙中山就任临时大总统典礼。南京临时政府成立后，他担任孙中山临时大总统秘书、内务部会计主任，兼任马警总队总队长，并于孙中山下野后离职。
1913年2月，马伯援随孙中山、黄兴赴日本，8月赴美国西北大学学习。1914年夏，因黎元洪中断公费而辍学回国，1915年回到家乡，此后曾在家乡兴办“求实小学”和“蚕桑公司”。1917年护法战争中，王安澜在枣阳大阜山成立“鄂北靖国军”，此后通过马伯援使襄郧镇守使黎天才合编王安澜部。1918年10月，马伯援到上海见孙中山，12月赴日本东京，任职于中华留日基督教青年会。1920年6月，他赴蒙古考察，10月升任中华留日基督教青年会主任干事。1922年初，马伯援受孙中山之命回中国，3月到达陕西西安和冯玉祥秘密会晤，被冯玉祥聘为名誉顾问；4月，马伯援会见胡景翼。
1924年，冯玉祥发动北京政变并邀请孙中山到北京，派马伯援去广州迎接。孙中山到达天津后卧病在床，马伯援曾前往报告情况。6月15日，马伯援到郑州调和冯玉祥国民军和中国国民党的关系。此后，他还曾以冯玉祥的名誉顾问的身份，到南阳、邓县、襄阳等地会见方振武、孙连仲等要人。
1932年9月，他回到家乡，担任枣阳县县长。后因和枣阳地方势力以及驻枣阳的清乡军独立三十四旅旅长罗启疆的矛盾而不得不离职到庐山闲居。后来他到武昌任湖北省农村合作委员会委员兼干事长。此后他到日本任中华留日基督教青年会干事。七·七事变前夕，他回到家乡。1938年，他携家眷到成都，后在香港居住。1939年4月13日，他因高血压病发而去世。

## 著作
- 马伯援，湖北河南间底风俗，新青年8卷11期
- 为宰十月记
- 枣阳县乡土志
- 三十三年剩话
- 为宰三月记
- 我所知道的国民军与国民党合作史
- 留日基督教青年会二十週記念冊 （页面存档备份，存于）
- 銜恤録 （页面存档备份，存于）

## 家庭
- 妻：劳远懿，毕业于南京汇文女中